# 黑顶蛙口鸱
黑顶蛙口鸱为蟆口鸱科蛙口鸱属的鸟类。该物种的模式产地在印度。

## 亚种
- 黑顶蛙口鸱指名亚种（学名：Batrachostomus hodgsoni hodgsoni）。在中国大陆，分布于云南等地。该物种的模式产地在印度。[2]